# Municipio de Center (condado de Indiana)
El municipio de Center (en inglés: Center Township) es un municipio ubicado en el condado de Indiana en el estado estadounidense de Pensilvania. En el año 2000 tenía una población de 4.876 habitantes y una densidad poblacional de 46.6 personas por km².

## Geografía
El municipio de Center se encuentra ubicado en las coordenadas 40°39′33″N 79°05′33″O / 40.65917, -79.09250.

## Demografía
Según la Oficina del Censo en 2000 los ingresos medios por hogar en la localidad eran de $32,311 y los ingresos medios por familia eran de $36,563. Los hombres tenían unos ingresos medios de $30,997 frente a los $20,472 para las mujeres. La renta per cápita de la localidad era de $16,891. Alrededor del 9% de la población estaba por debajo del umbral de pobreza.